# Джовани IV Малатеста ди Соляно
Вижте пояснителната страница за други личности с името Джовани.
Джовани IV Малатеста ди Соляно (на италиански: Giovanni IV Malatesta di Sogliano; († ок. 1452) от кадетския клон Малатеста от Соляно на рода Малатеста е с брат си Малатеста III суверенен граф на Соляно и владетел на Пенабили, Ронкофредо, Чола дей Малатести, Монтеджели, Ронтаняно, Савиняно ди Риго, Пиетра дел'Узо, Монтепетра, Стригара, Гаджо, Вилалта, Спинело, Сан Мартино ин Конверсето, Монтекодруцо, Сегуно, Торнано, Сера и Борги около 1442 г.

## Произход
Той е син на Джовани III Малатеста ди Соляно, наречен Дзане (* ок. 1377, † 1442), граф на Соляно и господар на Пенабили, Верукио, Ронкофредо, Чола дей Малатести, Монтеджели, Ронтаняно, Савиняно ди Риго, Пиетра дел'Узо, Монтепетра, Стригара, Гаджо, Вилалта, Спинело, Сан Мартино ин Конверсето, Монтекодруцо и Борги през 1389 г., и на съпругата му Лукреция Малатеста. Негов дядо по бащина линия е Малатеста II, с брат му Рамберто II граф на Соляно, а по майчина – Галеото Малатеста ди Сан Мауро и Монте Порцио.
Има трима братя и пет сестри:
- Малатеста III († пр. 1452), заедно с него граф на Соляно  владетел на Пенабили, Ронкофредо, Чола дей Малатести, Монтеджели, Ронтаняно, Савиняно ди Риго, Пиетра дел'Узо, Монтепетра, Стригара, Гаджо, Вилалта, Спинело, Сан Мартино ин Конверсето, Монтекодруцо, Сегуно, Торнано, Сера и Борги около 1442 г.; бездетен
- Рамберто († 1450 при защитата на Шкодра), капитан на Венеция, съпруг на Катерина
- Галеото
- Агата, съпруга на Гуидо Торели
- Аниезина († 1438)
- Изабела († 1438)
- Франческа
- Гелтруда.

## Биография
Когато през 1431 г. е губернатор на Чезена за Галеото Роберто Малатеста, Римини се надига поради подбудителството на Джовани ди Рамбето Малатеста, а след това  и Чезена. Джовани се укрепва в крепостта и е освободен от роднината си Сиджизмондо Пандолфо Малатеста, който слага край на бунта. Сиджизмондо го праща през декември във Фано начело на много войници, за да възстанови реда. 
Джовани следва Сиджизмнодо във военните му начинания и е облагодетелстван от него: през 1437 г. Сиджизмондо му определя за жена Империя Бранкалеони, дъщеря на Алмерико Бранкалеони, граф на Кастелдуранте, и с диплома, дадена му в Римини на 15 юли 1437 г. (потвърдена отново през 1441 г.), при бъдещата  сватба ще му даде замъците на Сан Мартино ин Конверсето и на Пондо, и го прави свой и на брат му Доменико Малатеста Новело наместник. Понеже сватбата не се състои, през 1441 г. господарят на Римини дава на семейството му първия замък. 
През есента на 1433 г. кондотиерът Балдачо да Ангиари нахлува в земите му, превзема и ограбва Спинело, и се обявява за тамошен господар. Флорентинската република, към която Джовани IV се обръща за помощ, му помага да си върне земите.

## Брак и потомство
∞ за Изабела Висконти, вдовица на Галеото Бранкалеони, господар на Кастелдуранте, и дъщеря на Лукино Висконти, от която има син и дъщеря:
- Карло I Малатеста ди Соляно(† 1486), негов наследник, ∞ за Чечилия, от която има осем деца
- Джована Малатеста ди Соляно, ∞ за Андроино ди Биордо дели Убертини, граф на Пондо